# Samensmelten van sterrenstelsels

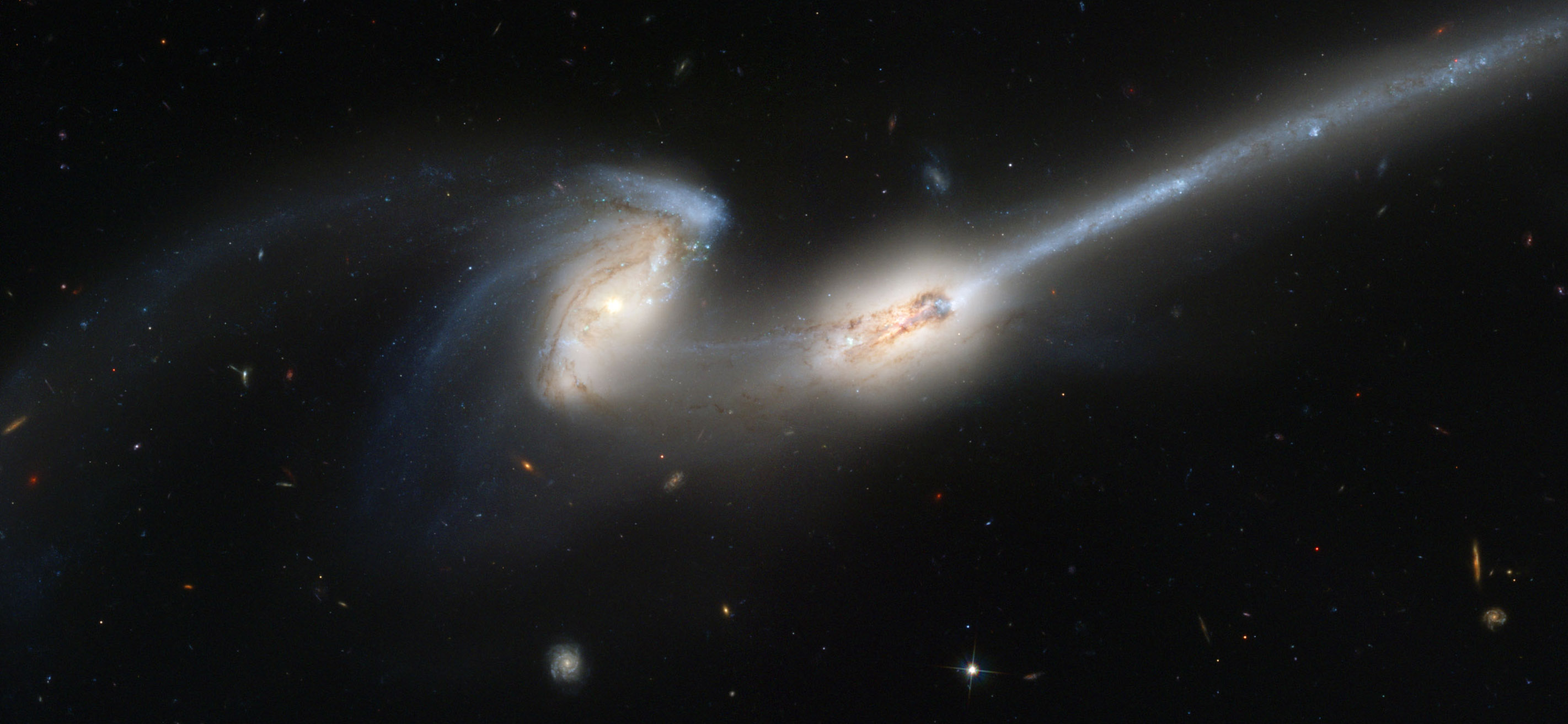
De Muizen (NGC 4676 A&B) bezig in een fusieproces.

Het fuseren van sterrenstelsels kan plaatsvinden wanneer twee (of meer) sterrenstelsels in botsing met elkaar komen. De zwaartekracht tussen sterrenstelsels en de frictie tussen het gas en het kosmisch stof hebben grootscheepse gevolgen voor de stelsels. De precieze effecten van zulke fusies hangen af van een breed spectrum aan eigenschappen, zoals de hoek van de botsing, de snelheid, de relatieve grootte en samenstelling, etc. Dit is dan ook een interessant en breed ondernomen onderzoeksgebied. Het fusieproces is een fundamenteel element in het onderzoek om de evolutie van het heelal te kunnen begrijpen.

## Omschrijving

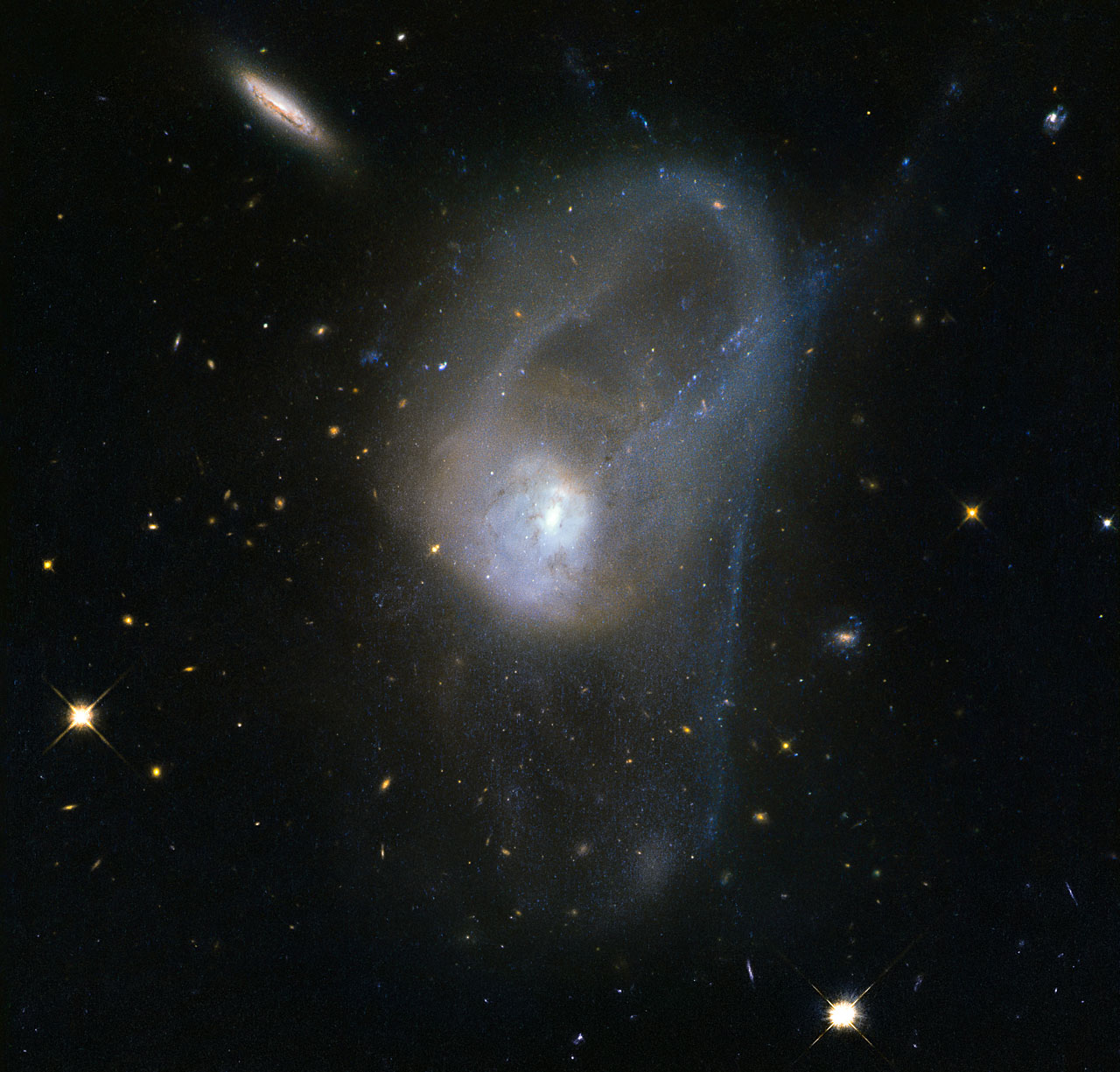
NGC 3921 is een interagerend paar schijfsterrenstelsels vergevorderd in het fusieproces.

Tijdens de fusie worden sterren, interstellaire materie en donkere materie in beide stelsels beïnvloed door het naderende sterrenstelsel. Tijdens de latere fase van het fusieproces verandert het zwaartekrachtspotentiaal (de vorm van het stelsel) zo snel dat de omloopbanen van hun sterren flink verstoord raken en geheel niet meer overeenkomen met de originele banen. Dit noemt men in het Engels violent relaxation.
Als twee schijfsterrenstelsels dus botsen, zijn hun sterren bij aanvang in een geordende omloop in de richting van de schijf. Tijdens het fuseren wordt deze orde getransformeerd naar een willekeurig patroon. Het resulterende sterrenstelsel zit dan vol met sterren die een complex en lukraak omlooppatroon vertonen. Dit is wat geobserveerd is in elliptische sterrenstelsels.

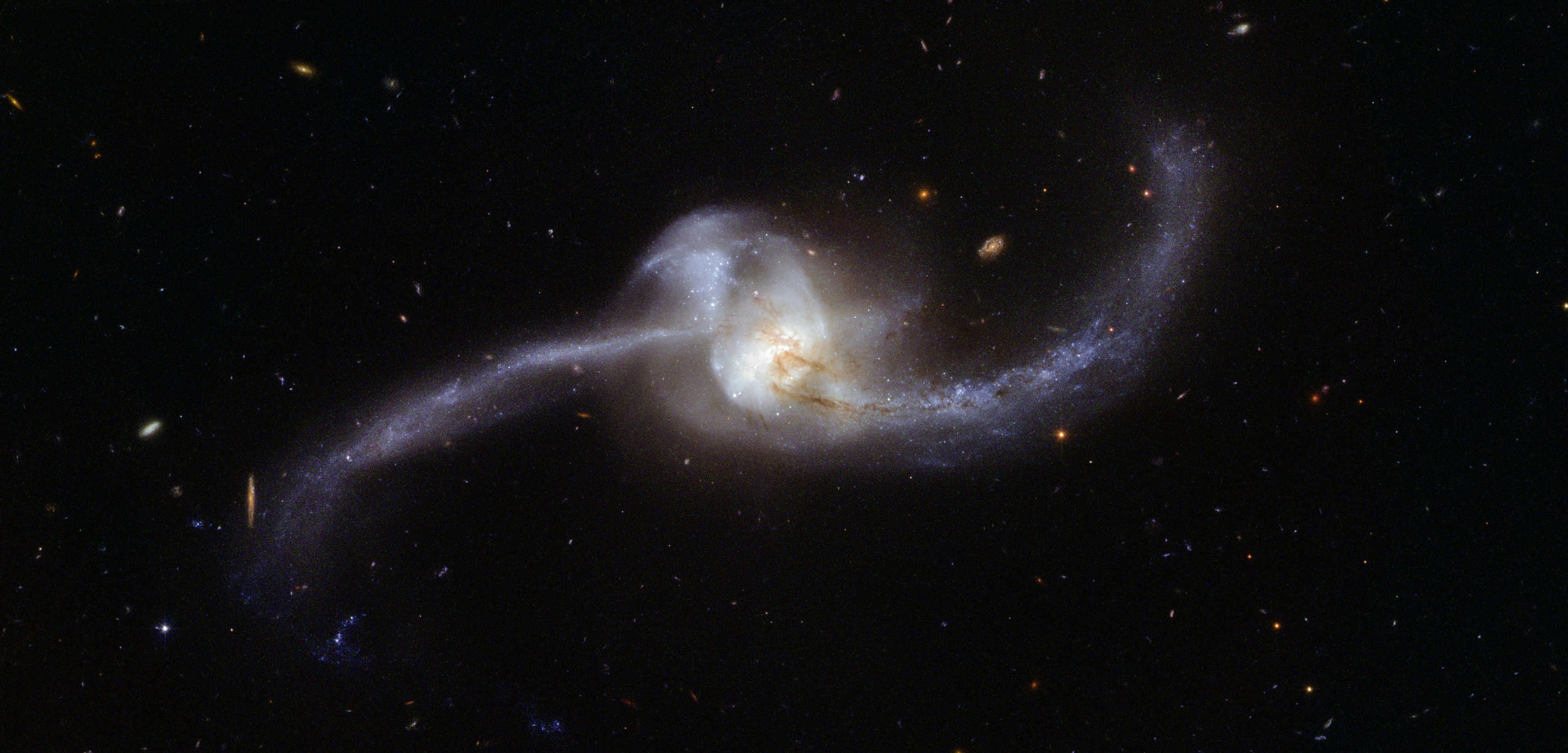
NGC 2623 is vergevorderd in het fusieproces.

Bij samensmelting van stelsels zijn er plekken die extreme hoeveelheden van stervorming vertonen. Dit kan oplopen tot duizenden zonnemassa's van nieuwe sterren per jaar, afhankelijk van de compositie en roodverschuiving. Hoewel sterren zelden elkaar zullen raken, zullen de gigantische moleculaire wolken snel het centrum van het stelsel worden ingetrokken en daar in botsing komen met andere moleculaire wolken. Deze botsingen veroorzaken concentraties die nieuwe sterren zullen vormen. Dit fenomeen kunnen we observeren in nabije sterrenstelsels. Echter wordt dit proces geacht veel meer te hebben plaatsgevonden in de huidige elliptische sterrenstelsels, die 1-10 miljard jaar geleden zijn gevormd, toen stelsels veel meer gaswolken bezaten dan nu. Ook zullen gaswolken van het centrum vandaan elkander tegenkomen waarbij schokgolven ontstaan die ook stervorming zullen stimuleren. Al dit geweld heeft tot resultaat dat sterrenstelsels weinig gas over houden van stervorming na een samensmelting. Wanneer een stelsel dus een grote fusie ondergaat, zullen er na verloop van tijd maar weinige nieuwe sterren (zie: sterevolutie) vormen. Het wordt aangenomen dat dit komt omdat elliptische sterrenstelsels het eindproduct zijn van grote samensmeltingen die de gasvoorraad hebben verbruikt, hun stervormingsproces is dan uitgeblust.

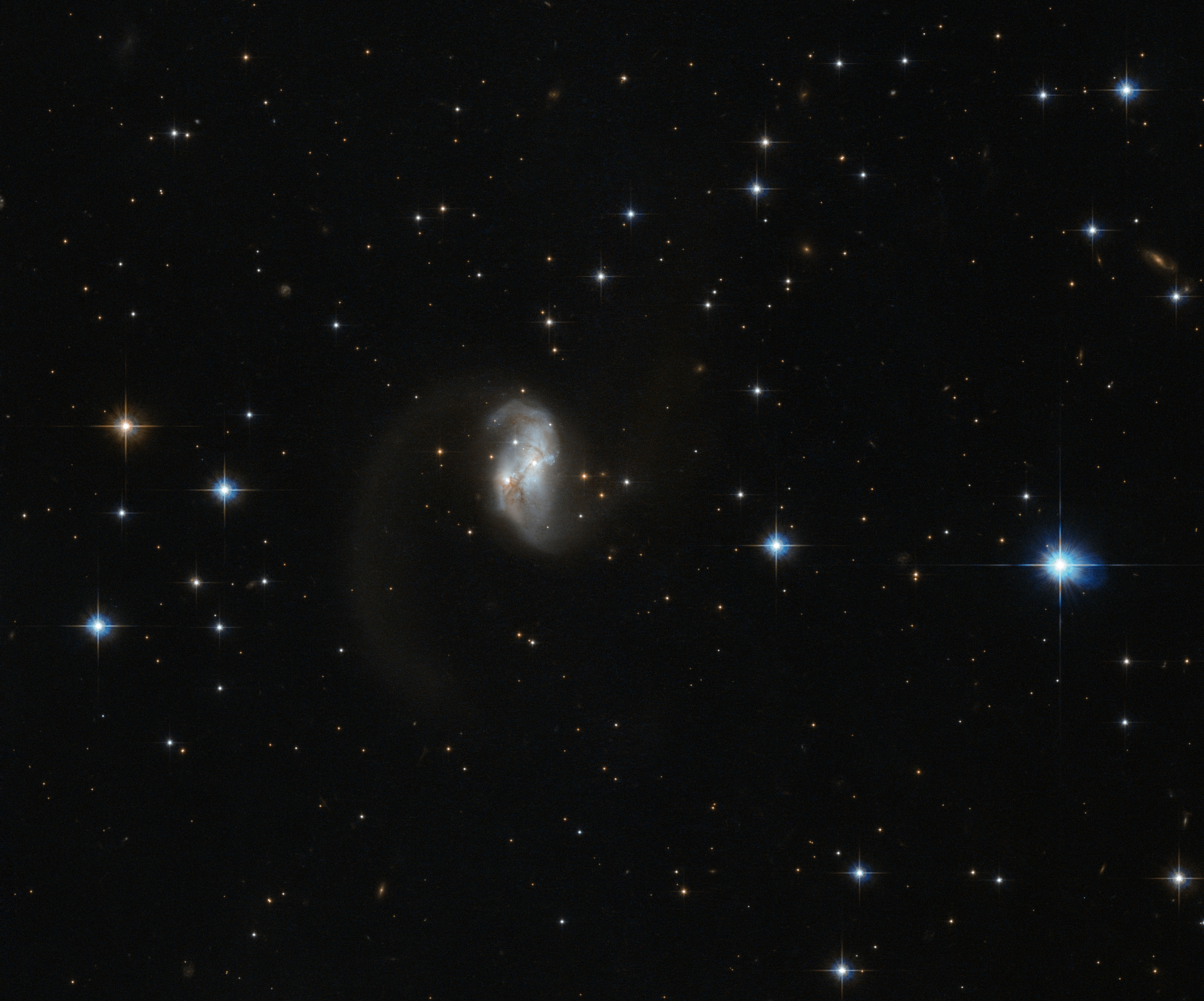
Deze onregelmatige vorm van dit stelsel is waarschijnlijk het resultaat van een botsing en opeenvolgend fusieproces.

Samensmelting van sterrenstelsels kan worden gesimuleerd met computers om er meer over te weten te komen. Elk type kan worden ingevoerd, als men de zwaartekracht, vloeistofmechanica en dissipatie in acht neemt.

## Classificatie

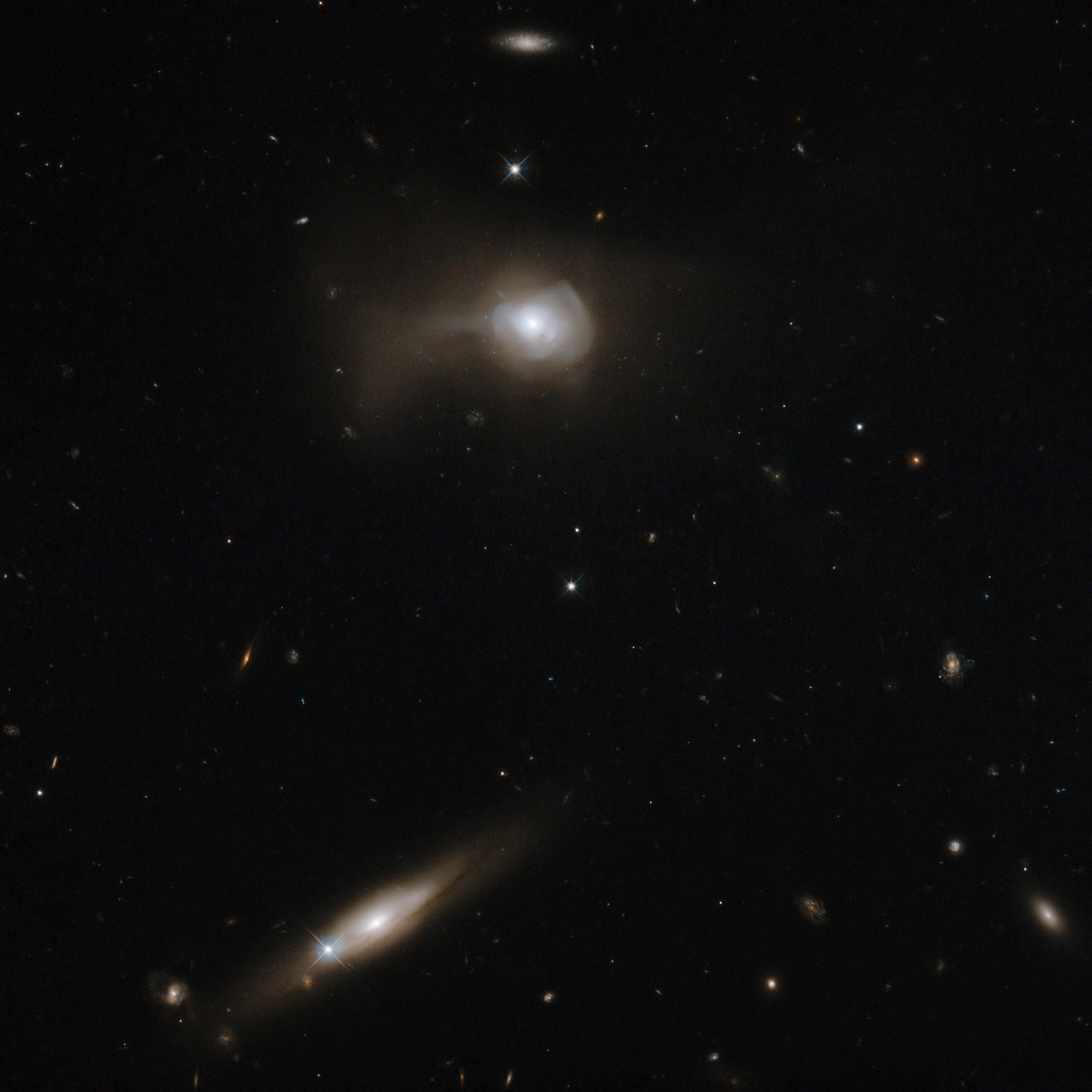
Markarian 779, het sterrenstelsel boven in deze afbeelding, heeft een verstoorde vorm omdat het waarschijnlijk een recente fusie heeft ondergaan tussen twee schijfstelsels.

Samensmeltingen van sterrenstelsels kunnen geclassificeerd worden in groepen al naargelang de eigenschappen van de samensmeltende sterrenstelsels, zoals het aantal, vergelijkbare grootte en hoeveelheid aanwezig gas.

### Aantal
- Binaire samensmelting: Twee interagerende stelsels smelten samen.
- Meervoudige samensmelting: Het samensmelten betreft meerdere stelsels.

### Naar grootte
- Kleine samensmelting: Dit gebeurt wanneer een van de sterrenstelsels een stuk groter is dan de ander(en). Het grote stelsel absorbeert het kleinere, met alle daarin gelegen gas en sterren, zonder een grote vormverandering in de eigen structuur. Het Melkwegstelsel wordt verondersteld nu te fuseren met kleinere stelsels, zoals het Canis Major dwergsterrenstelsel en wellicht ook de Magelhaense wolken. De 'Virgo Stellar Stream' wordt verondersteld het restant te zijn van een dwergsterrenstelsel dat grotendeels is samengesmolten met het Melkwegstelsel.
- Grote samensmelting: Dit vindt plaats bij twee vergelijkbare spiraalstelsels, met ruwweg dezelfde grootte, snelheid en de juiste invalshoeken, waardoor de samensmelting het meeste gas en stof verbruikt door een aantal mechanismen, waarbij een fase van een actief sterrenstelsel voorkomt. Dit wordt vermoed de drijvende kracht achter het quasar-fenomeen te zijn. Het eindresultaat is het elliptische sterrenstelsel, en in de astronomie bestaat de populaire hypothese dat dit het primaire mechanisme is achter de formatie van elliptische sterrenstelsels. Als het Melkwegstelsel en de Andromedanevel over 4,5 miljard jaar samensmelten valt dit onder grote samensmelting en wordt het resultaat een elliptisch sterrenstelsel.

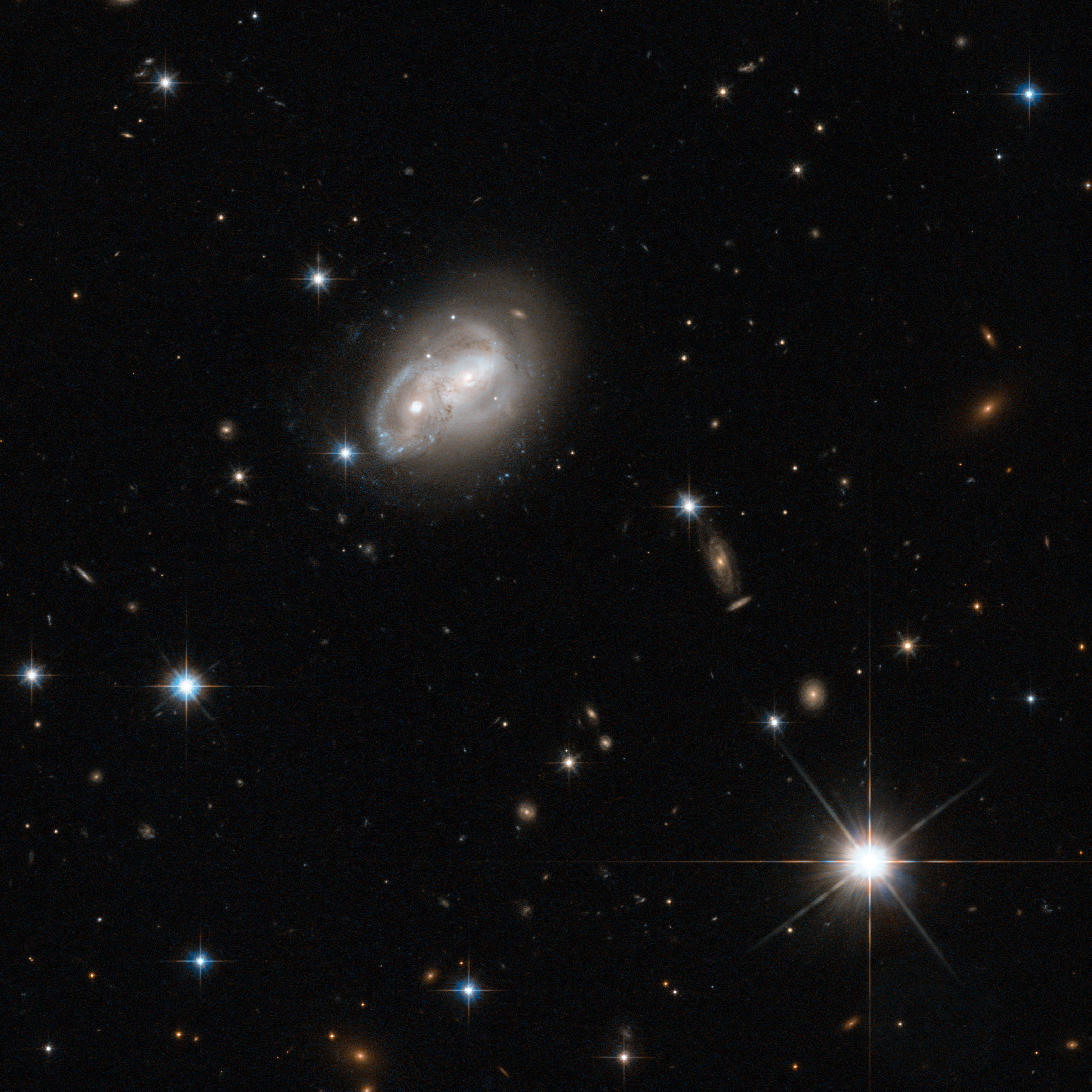
Samensmelting 2MASX J06094582-2140234.

### Naar gashoeveelheid

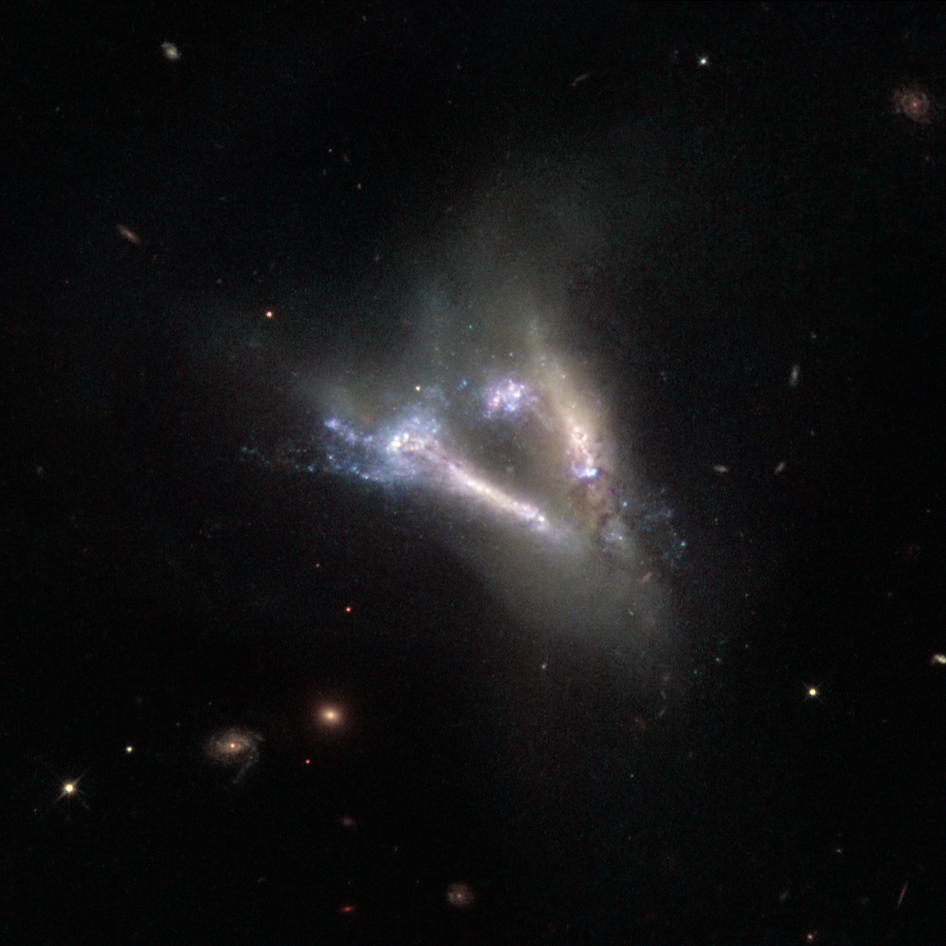
Kosmische “vliegende V” van samensmeltende sterrenstelsels (IC 2184).

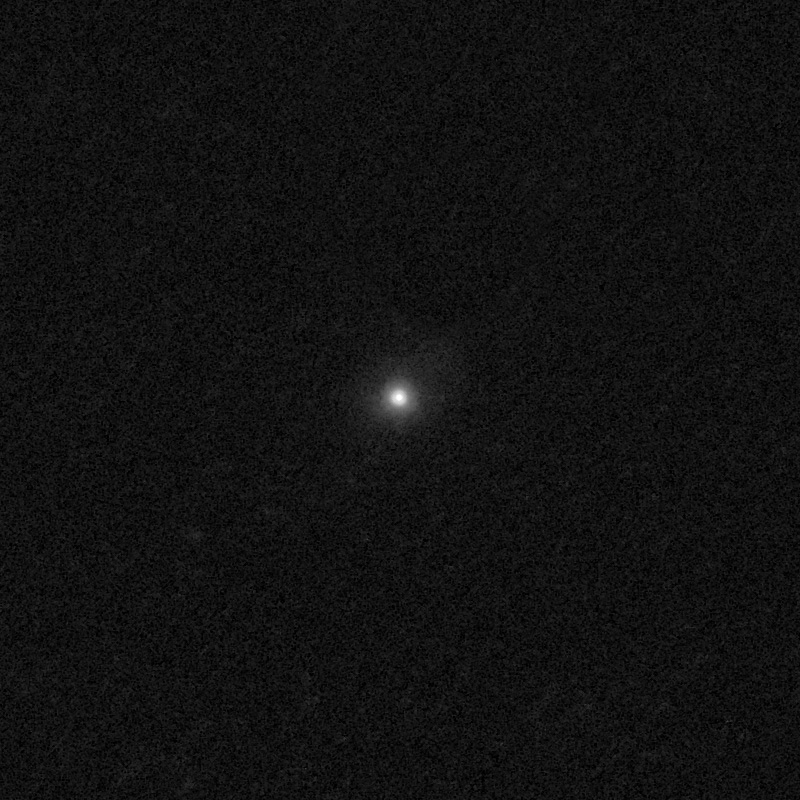
Samensmeltend stelsel J2140+1209

- Natte samensmelting: Een fusie tussen gasrijke en blauwe stelsels. Deze kunnen grote stervorming veroorzaken, schijfstelsels in elliptische transformeren en ook een quasareffect produceren.
- Droge samensmelting: Dit vindt plaats tussen sterrenstelsels met weinig aanwezig gas, oftewel rode stelsels. Deze samensmeltingen zullen de stervorming niet hevig beïnvloeden maar kunnen een belangrijke rol spelen in de toename van de stermassa.
- Vochtige samensmelting: Deze samensmeltingsvorm is een combinatie van droog en nat, er is voldoende brandstof voor een significante stervorming, maar niet genoeg voor de vorming van een sterrenhoop.
- Gemixte samensmelting : Hiermee worden fusies van gas-rijk en gas-arm bedoeld, of blauw en rood.

## Voorbeelden
Een paar sterrenstelsels die bezig zijn samen te smelten of een product zijn van:
- Antennestelsel
- NGC 4676
- Centaurus A

## Bron
- Dit artikel of een eerdere versie ervan is een (gedeeltelijke) vertaling van het artikel Galaxy merger op de Engelstalige Wikipedia, dat onder de licentie Creative Commons Naamsvermelding/Gelijk delen valt. Zie de bewerkingsgeschiedenis aldaar.